# Friedrich Wilhelm Gribel

Friedrich Wilhelm Gribel um 1825

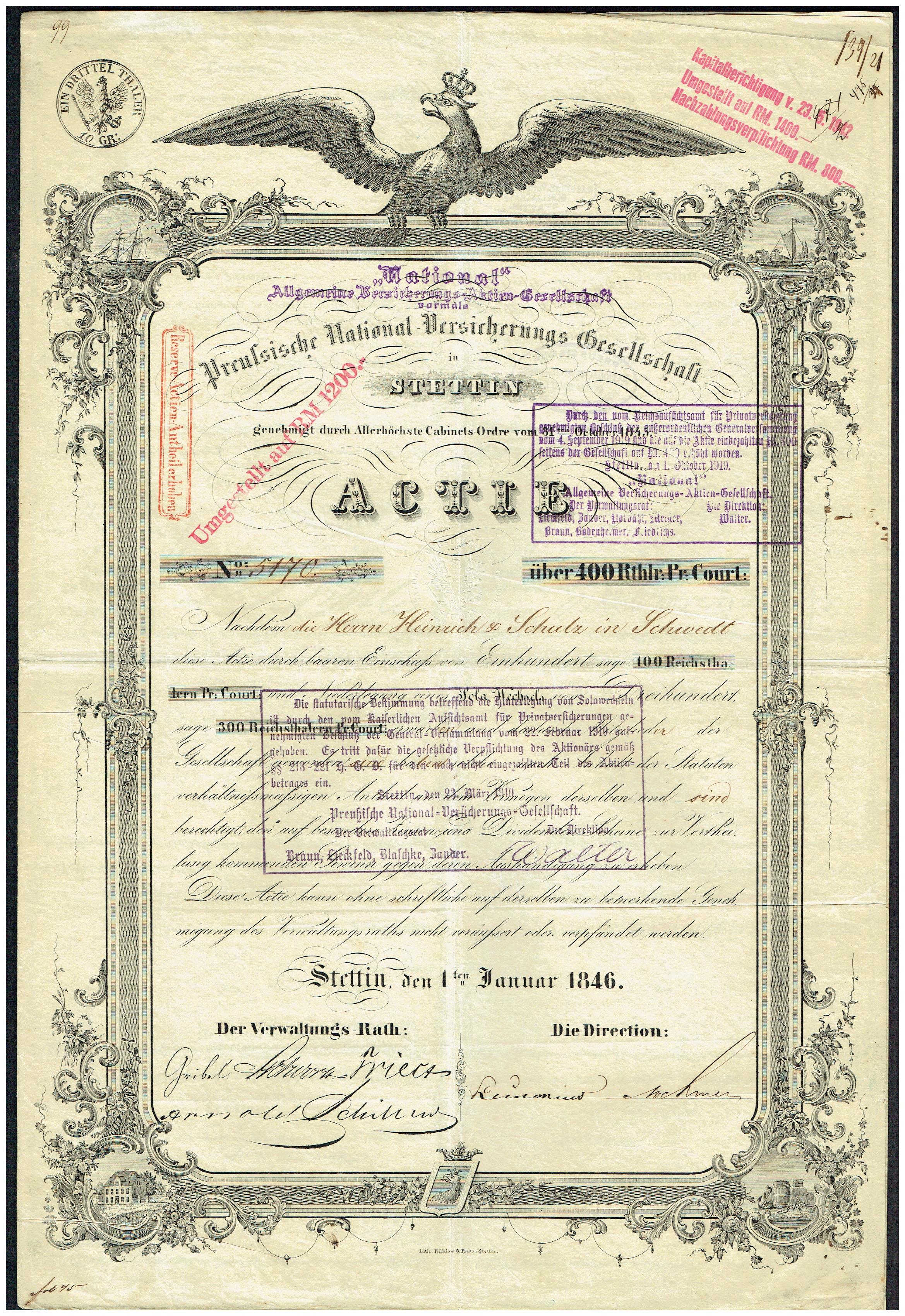
Gründeraktie der Preußischen National-Versicherungs-Gesellschaft vom 1. Januar 1846 mit Unterschrift von Friedrich Wilhelm Gribel

Friedrich Wilhelm Gribel (* 30. Juni 1785 in Stettin; † 10. August 1846 ebenda) war ein deutscher Reeder und Kaufmann.

## Leben
Friedrich Wilhelm Gribel war das sechste von acht Kindern des Stettiner Kaufmanns und Reeders Rudolf Christian Gribel (1747–1831) und dessen Frau Eleonore Margarete Georgi. Nach dem Besuch der Schule absolvierte er eine kaufmännische Lehre im Handelshaus Rud. Christ. Gribel seines Vaters. Möglicherweise hielt er sich anschließend einige Zeit in Spanien auf. Nachdem er Mitglied der Seglergilde und Bürger der französischen Kolonie in Stettin geworden war, machte sein Vater ihn 1805 zum Teilhaber.
Während der Franzosenzeit kam der Stettiner Seehandel wegen der Kontinentalsperre weitgehend zum Erliegen. Wie alle Kaufleute musste auch die Firma Gribel hohe Kontributionen an die Besatzungsmacht zahlen. Als die Stadt 1813 eine von den Franzosen auferlegte Zahlung nicht sofort leistete, wurden mehrere Kaufleute, darunter auch Friedrich Wilhelm Gribel, für mehrere Tage inhaftiert.
Nach den Befreiungskriegen gelang es ihm zusammen mit seinem Vater die Firma wieder aufzubauen. Sie beteiligten sich 1817 an der Neugründung der „Pommerschen Provinzial-Zuckersiederei“, deren zweiter Direktor Friedrich Wilhelm Gribel 1820 wurde. Er hatte maßgeblichen Anteil daran, dass die Zuckersiederei die bedeutendste Fabrik in Stettin wurde. Mit den Schiffen seiner Reederei holte er Rohrzucker (Rohzucker) von den Westindischen Inseln als Rohstoff für die Aufbereitung. Mit seinen Plänen für die Gründung einer Westindischen Handelskompanie, die auch mit südamerikanischen Staaten Handel treiben sollte, scheiterte er jedoch am Widerstand des preußischen Ministeriums.
Friedrich Wilhelm Gribel gehörte von 1819 bis 1823 dem Stadtrat von Stettin an. 1825 gehörte er zu den Begründern der „Preußischen See- und Assekuranz-Compagnie“ zu Stettin. Von 1832 bis 1837 war er Vorstandsmitglied der Korporation der Kaufmannschaft. In dieser Funktion gehörte er dem Eisenbahn-Comité an, dass den Bau der Berlin-Stettiner Eisenbahn vor allem finanziell vorbereitete. 1840 wurde ihm der Titel Kommerzienrat verliehen. Die „Preußische National-Versicherungs-Gesellschaft“ (1919 Umfirmierung in „National“ Allgemeine Versicherungs-AG, seit 1930 Interessengemeinschaft mit der Colonia Versicherung AG mit Überkreuzbeteiligung.) wurde 1845 von ihm mitbegründet. Sein Nachfolger in der Firma wurde Gottlieb Theodor Gribel (* 1823), der das Handelsunternehmen ganz zur Reederei umwandelte.

## Familie
Friedrich Wilhelm Gribel war seit Ende 1805 mit Friederike Wilhelmine Sperling (1788–1847) verheiratet, der Tochter des Gutsverwalters Paul Ferdinand Sperling, späterer Besitzer  von Gut Buslar A, Kreis Pyritz. Die beiden hatten fünfzehn Kinder, von denen sechs Söhne und drei Töchter den Vater überlebten.